# Tonia Sotiropoulou
Tonia Sotiropoulou (28 de abril de 1987) es una actriz griega que reside en el Reino Unido. Es reconocida por su papel en la película de horror Berberian Sound Studio y por su aparición en la película del agente secreto James Bond, Skyfall de 2012. En el 2014 hizo parte del elenco de la película épica Hércules, protagonizada por Dwayne Johnson e Ian McShane.

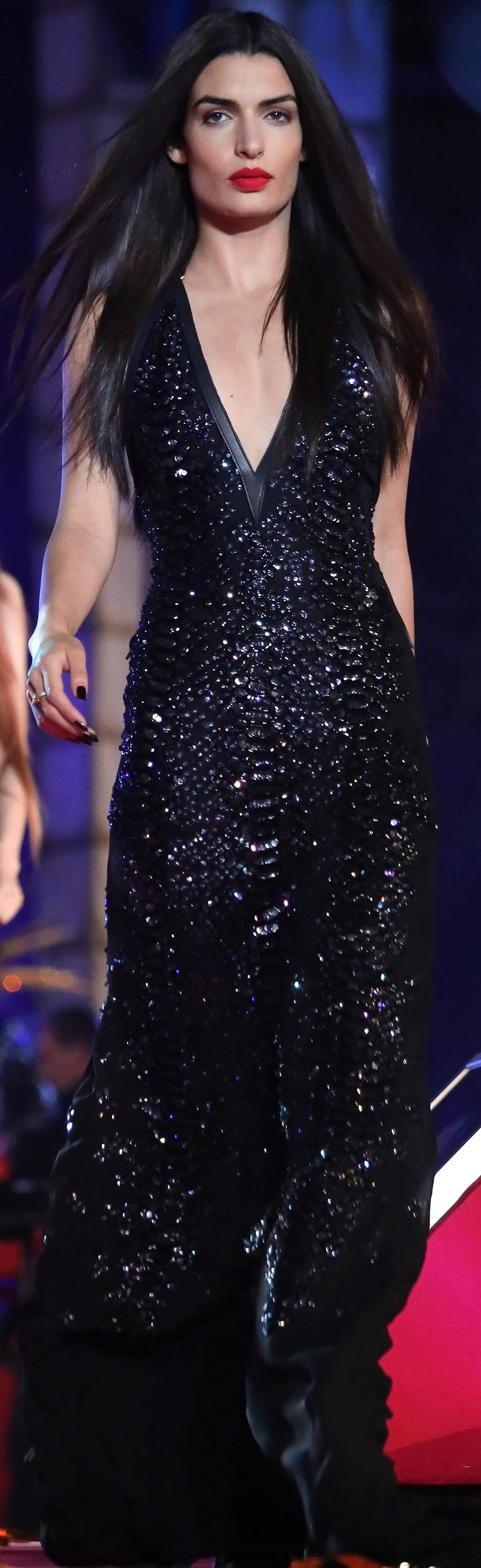
Sotiropoulou en la pasarela del Life Ball.

## Filmografía
- Cool (2007)
- 'NORMAL ' (Real Stories from the sex industry) (2012)
- Berberian Sound Studio (2012)
- Skyfall (2012)
- Hércules (2014)